# Àcid heptanoic
L'àcid heptanoic (també conegut pel nom no sistemàtic àcid enàntic), és un àcid carboxílic de cadena lineal amb set àtoms de carboni la qual fórmula molecular és {\displaystyle {\ce {C7H14O2}}}. En bioquímica se'l considera un àcid gras i se'l simbolitza per C7:0.
A temperatura ambient és un líquid oliós d'olor ranci desagradable. La seva temperatura de fusió és de -10,5 °C i la d'ebullició 223,0 °C. Té una densitat entre 4 °C i 20 °C de 0,92215 g/cm³ i un índex de refracció a 20 °C que val 1,4230. És soluble en etanol, dietilèter, dimetilformamida i sulfòxid de dimetil.

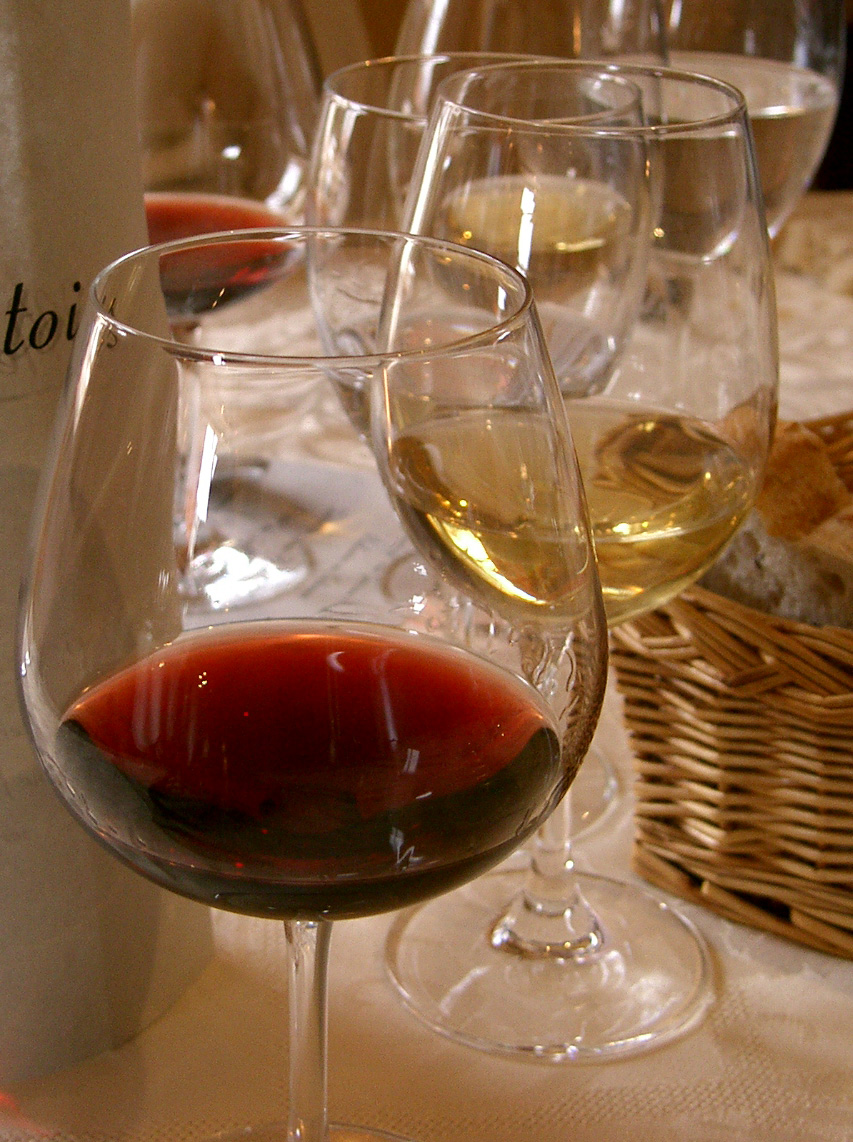
Vi

El nom no sistemàtic àcid enàntic prové del mot llatí oenanthe, «vinya», ja que fou aïllat el 1836 pel químic alemany Justus von Liebig (1803-1873) i el químic francès Théophile J. Pelouze (1807-1867) a partir dels vapors que es desprenen del vi i li donen la seva olor característica.
A l'àcid heptanoic se'l troba àmpliament distribuït en la natura. Hom l'ha aïllat en plantes (llúpol, mimosa comuna, menta japonesa…); en fruites (poma, banana, kiwi, maduixa, papaia…); en productes lactis (llet, formatge, mantega); en begudes alcohòliques (vi, conyac, brandi, rom…); en infusions (te, cafè); en fruits secs (coco, cacauets…), i en altres productes naturals.

## Producció i usos
L'èster metil de l'àcid ricinoleic el qual s'obté de l'oli de ricí, és el principal precursor de l'àcid heptanoic.

L'àcid ricinoleic és el principal precursor de l'àcid heptanoic

L'àcid heptanoic es fa servir en la preparació d'èsters, com l'heptanoat d'etil, usat en fragàncies i en gustos artificials.
També es fa servir l'àcid heptanoic per esterificar esteroides en la preparació d'algunes drogues com l'enantat de testosterona i d'altres d'enantats. Així mateix, és un dels additius de les cigarretes.